# Soderstromia
Soderstromia là một chi thực vật có hoa trong họ Hòa thảo (Poaceae).

## Loài
Chi Soderstromia gồm các loài: